# Дипломная работа
Дипло́мная рабо́та (дипло́мный прое́кт) — один из видов выпускной квалификационной работы (ВКР) — самостоятельная итоговая творческая работа студентов, обучающихся по программам подготовки специалистов, бакалавров и магистров, выполняемая ими на последнем, выпускном курсе. Дипломная работа предполагает достаточную теоретическую разработку темы с анализом экспериментов, наблюдений, литературных и прочих источников по исследуемому вопросу.
Итоговая работа обычно выполняется студентами, обучающимися по естественнонаучным, техническим и гуманитарным, экономическим и творческим специальностям, и имеет цель систематизации, обобщения и проверки специальных теоретических знаний и практических навыков выпускников. Студентам технических специальностей предполагает создание или расчёт некоторого технического устройства (конструкторская часть ВКР) или технологии, которая существенным образом повышает производительность труда или качество выпускаемой продукции. ВКР заканчивается экономической эффективностью и сроком окупаемости предложенных мероприятий.
Дипломная работа выпускника должна отвечать специальным знаниям, которые были получены им в процессе обучения в учебном заведении. Состав ВКР выпускников технических специальностей, кроме текстовой части в пояснительной записке, включает в себя большое количество чертежей, которые должны соответствовать ЕСКД и нормам проектирования, таким как: самоустанавливаемость механизмов, их надёжность и т. д. Дипломные работы могут быть подвергнуты внешнему рецензированию.

## Структура дипломной работы
Выпускная квалификационная работа (расчётно-пояснительная записка ВКР) может включать в себя следующие основные элементы:
- Титульный лист;
- Запланированные результаты обучения по программе (приложение Д);
- Задание на выполнение ВКР;
- Реферат;
- Определения, обозначения, сокращения, нормативные ссылки;
- Оглавление;
- Введение;
- Обзор литературы;
- Объект и методы исследования;
- Расчеты и аналитика (аналитический обзор; теоретический анализ; инженерные расчеты; разработка конструкции; технологическое, организационное, эргономическое проектирование и др.);
- Результаты проведенного исследования;
- Раздел экономики «Финансовый менеджмент, ресурсоэффективность и ресурсосбережение»;
- Раздел «Социальная ответственность»;
- Заключение (выводы);
- Список публикаций студента;
- Список использованных источников;
- Приложения.

Структура дипломной работы и оформление определяется её автором с учётом требований конкретного учебного заведения. Как общее правило оформления в вузах могут использовать межгосударственный стандарт ГОСТ 7.32—2017 «Отчёт о научно-исследовательской работе. Структура и правила оформления».

## Выпускная квалификационная работа бакалавра
Работа на соискание квалификации (степени) «бакалавр», содержащая системный анализ известных технических решений, технологических процессов, программных продуктов, выполняемая выпускником самостоятельно с использованием информации, усвоенной им в рамках дисциплин общетехнического и специального цикла.

## Выпускная квалификационная работа специалиста (дипломная работа)
Работа на соискание квалификации (степени) «инженер», содержащая решения поставленной задачи, оформленные в виде конструкторских, технологических, программных и других проектных документов, выполненная выпускником самостоятельно на основе достигнутого уровня фундаментальной, гуманитарной, профессиональной и специальной подготовки.
Содержанием ВКР инженера являются результаты проектирования изделия или технических систем и комплексов, их составных частей, разработка технологических процессов, информационно-программного продукта по профилю специальности и решение организационных, экономических вопросов производства, защиты окружающей среды и охраны труда. Предметом проектирования может быть реконструкция предприятий. Не допускается выполнение нормализованных, типовых и элементарных конструкций технологического оборудования и оснастки в качестве основных разработок ВКР.

## Выпускная квалификационная работа магистра (магистерская диссертация)
Самостоятельная научная работа на соискание квалификации (степени) «магистр», содержащая углубленные теоретические и экспериментально-практические исследования по определенной теме.

## Защита
Подготовка дипломного проекта и предшествующая этому ориентированная практика, как заключительный этап обучения, отвечают за формирование у студента навыков самостоятельной работы в профессиональной области. Успешная защита дипломного проекта на заседании Государственной аттестационной комиссии является правовым основанием для присвоения студенту соответствующей квалификации. Исключения составляют лишь ряд медицинских специальностей (лечебное дело, медико-профилактическое дело, педиатрия, стоматология), в которых вместо защиты дипломной работы необходимо успешно сдать государственный экзамен и пройти первичную аккредитацию специалиста (с 2016 г.).

## Плагиат
Дипломная работа должна быть выполнена с соблюдением требований о недопущении недобросовестного заимствования результатов работы других авторов — плагиата. Часто российские вузы устанавливают количественные критерии для оценки оригинальности работ: порядка 70-90 % в зависимости от учреждения и направления. Исследователи отмечают, что проблема плагиата наблюдается в разных странах, в России стоит остро. В числе возможных способов борьбы с ним: обучение студентов принципам академической добросовестности, повышение академической образованности, дисциплинарные меры. При этом онлайн-системы по оценке уровня оригинальности не лишены недостатков, в том числе могут не учитывать формы неочевидного научного плагиата. Распространение плагиата и заказных студенческих работ в России связывают с другими проблемами в системе высшего образования, с его чрезмерной формализованностью.